# Колдушка
Колдушка — озеро в Узункольском районе Костанайской области Казахстана. Находится в 5 км к юго-западу от села Евгеньевка и в 6 км к юго-востоку от Суворово.
По данным топографической съёмки 1944 года, площадь поверхности озера составляет 1,86 км². Наибольшая длина озера — 2,1 км, наибольшая ширина — 1,1 км. Длина береговой линии составляет 5,9 км, развитие береговой линии — 1,21. Озеро расположено на высоте 156 м над уровнем моря.